# Andrea Levy Soler
Andrea Levy Soler (Barcelona, 3 de maig de 1984) és una advocada i política catalana, llicenciada en dret per la Universitat de Barcelona. Des de juny de 2015 és vicesecretària d'estudis i programes del Partit Popular.

## Biografia
Va créixer a la plaça Bonanova de Barcelona. Encara que el seu cognom té tradició en el judaisme, el seu pare no la va educar en la cultura jueva. Va estudiar al Liceu Francès. Abans de començar la universitat va passar uns mesos a Londres on durant un trimestre va realitzar un curs de dibuix en el Central Saint Martins. Va tornar de Londres per estudiar Relacions Internacionals i Protocol per l'Escola Internacional de Protocol. Va treballar dos anys amb una beca com a tècnica en el departament d'Agricultura de la Generalitat al capdavant del qual estava Antoni Siurana. Va ser en aquesta etapa, explica la mateixa Levy en diverses entrevistes, quan va començar a interessar-se per la política.
Quan va acabar Relacions Internacionals va començar Dret a la Universitat de Barcelona on va crear el grup de Noves Generacions. Mentre estudiava, va treballar en el despatx de Roca Junyent i posteriorment en l'agència de comunicació Tinkle. Després de llicenciar-se, al setembre de 2011, va treballar en el despatx d'advocats Uría Menéndez fins a 2013.

### Trajectòria política
Es va afiliar al Partit Popular de Catalunya el 2004. L'any 2011 va ser nomenada vicesecretària de comunicació de les Noves Generacions del partit a Catalunya i en el mateix any vicesecretària de Relacions Internacionals també de Noves Generacions en l'àmbit estatal. En aquest any a més de ser consellera del districte de Gràcia (Barcelona), era vocal del comitè de drets i garanties del PP i membre de la junta directiva del PPC.
El 2012, a partir del XII Congrés del PP català, es va incorporar a l'equip d'Alicia Sánchez-Camacho en el Partit Popular de Catalunya com a vicesecretària d'estudis i programes. El 2013 va deixar el seu treball com a advocada per dedicar-se de ple a la política. En les eleccions europees de maig de 2014 va ser candidata per primera vegada en uns comicis. El seu nom va ocupar el lloc 39 de la llista del Partit Popular encapçalada per Miguel Arias Cañete.
El juny de 2015 Levy va fer el salt a la política espanyola de la mà de Mariano Rajoy, que la nomena vicesecretària d'estudis i programes del Partit Popular i a qui incorpora a la direcció del partit junt altres joves com Pablo Casado i Javier Maroto amb l'objectiu de, segons analistes polítics, «renovar la cara i el discurs del partit». En alguns mitjans, la consideren propera a Jorge Moragas, director del gabinet de presidència. De cara a les eleccions al Parlament de Catalunya de 2015, va participar en la candidatura del Partit Popular Català com a número dos de Xavier García Albiol.
Segons alguns analistes, Levy pertany a la nova generació de polítics «que s'ha fet gran en els platós» com Pablo Iglesias, Ada Colau i Albert Rivera. Des de 2013 ha estat col·laboradora habitual de tertúlies en programes com El món a RAC 1, 8 al dia, debats de TV3 i l'edició catalana d'El Mundo. En les seves intervencions públiques s'ha mostrat crítica amb algunes posicions del seu partit i defensora de la igualtat.
A les eleccions al Parlament de Catalunya de 2017 fou reescollida diputada pel Partit Popular.

### Vida personal
Levy va ser parella de l'escriptor i periodista Enric Vila, fins que el 2015 s'instal·là a Madrid a causa del nou càrrec directiu al PP.